# Sant Jaume de Castellbell
Sant Jaume de Castellbell, erròniament anomenada Sant Jaume de Marganell en alguns documents, és una església de Castellbell i el Vilar (Bages) inclosa a l'Inventari del Patrimoni Arquitectònic de Catalunya.

## Descripció
És un edifici d'una sola nau, rectangular, amb un absis semicircular situat a l'est. Aquest és cobert amb una volta de quart d'esfera i una teulada amb lloses de pedra. A l'absis hi ha una finestra de doble esqueixada acabada amb un arc de mig punt monolític. La nau és coberta amb volta de canó i una teulada de teula àrab.
Al cantó de ponent es troba la porta d'accés, adovellada, i al cim del pinyó d'aquest mateix mur s'alça un senzill campanar d'espadanya. A sota d'aquest s'obre una finestra en forma de creu. Al pinyó del mur de llevant hi ha una petita creu de pedra.
L'aparell és regular, obrat amb petits carreus disposats en filades i a trencajunt. L'estat de conservació d'aquesta capella rural és bo.

## Història
Aquesta església es trobava sota el domini del Castell de Castellbell, al lloc anomenat Marganell. Aquest lloc és documentat des del 924. L'església apareix citada el 1102 en un document en els propietaris, Bertran Sunyer, la seva esposa Adelendis i els seus fills donen l'església de Sant Jaume de Castellbell al monestir de Santa Cecília de Montserrat.
Dels anys 1674 i 1717 respectivament, als Manuals dels notaris de Monistrol se cita l'ermita de Sant Jaume i esglésies dels voltants, amb motiu de les visites efectuades pels monjos de Montserrat. L'any 1824, durant la restauració de l'església de Sant Esteve de Marganell, els feligresos assistiran a les misses de Sant Jaume de Castellbell.
El 1855 l'església passà a dependre de la de Sant Cristòfol. L'any 1936 el temple fou profanat. Encara que l'edifici no va sofrir greus destrosses arquitectòniques,  es destrueix l'altar, un retaule de l'any 1669, i una pintura a l'oli representant la fugida a Egipte.
L'any 1958 fou novament oberta al culte, després d'una acurada restauració dirigida per l'arquitecte A. Tintoré. Els treballs de restauració van consistir en consolidar la volta del portal de dovelles i l'arc interior; un dels pilars del campanar de cadireta. Es refà l'altar i es consoliden els murs interiors i s'eliminen les diferents capes d'arrebossats dels murs i es va deixar la pedra vista.
El 22 de novembre de 1959 s'hi col·locava una campana nova i l'any 2011 l'arquitecte Xavier de Bolós reforma l'altar.